# 守備番号
守備番号（しゅびばんごう）とは、野球において守備に就いている野手に付された番号をいう。スコアボードに守備位置を表示したり、スコアシートに記載するときに用いられる。これにより、スコアボードの表示や実況中継が簡略化されるという長所がある。

## 番号
投手から順につけていく。投手→捕手→内野手→外野手の順に番号が振られる。内野手は基本的に反時計回り、遊撃手はベース順に三塁まで数えた後で入れ、外野手は時計回りに番号を振る。なお、あとの括弧内は英字での省略表示。
- 1：投手（P）
- 2：捕手（C）
- 3：一塁手（1B）
- 4：二塁手（2B）
- 5：三塁手（3B）
- 6：遊撃手（SS）
- 7：左翼手（LF）
- 8：中堅手（CF）
- 9：右翼手（RF）

守備についていない選手のスコアボード上での表記は、数字ではなく英字になることが多い。基本的に次のようになる。
- 代打：PHまたはH
- 代走：PRまたはR
- 指名打者：DHまたはD
- 指名打者使用時の投手：P（上記スターティングオーダーの為に10人分の欄があり、その最後に表示される）

## 運用の状況
- 日本のプロ野球12球団が本拠地としている球場のスコアボードでは、西武ドーム（2014年から）、札幌ドーム（2015年から）、神戸総合運動公園野球場（2015年から）、宮城球場（2016年から）、ナゴヤドーム（2017年から）、福岡ドーム（2017年から）、大阪ドーム（2020年からオリックス主催時のみ）、東京ドーム（2022年から）、エスコンフィールドHOKKAIDO（2023年から）において英略字を採用しているが、それ以外の球場は守備番号による表示を行っている。過去には、東京ドームは2005年・2006年に英略字を採用していたが、数字に戻ったあと2022年から再び英略字を採用、大阪ドームは2008年前半に英略字を採用して同年後半に数字に戻った後、2020年からはオリックス主催試合のみ再び英略字を採用している。ただ、国際大会などでは英略字による表記に変更していた場合もある。
  - 阪神甲子園球場では、従来より代打、代走、指名打者の表記が漢字一字（「打」「走」「指」）である。
  - 千葉マリンスタジアムでは、2015年オフの改修まで指名打者使用時でも投手の表示に「1」を用いていた。
  - 失策や野手選択が発生した際、当該記録のランプの点灯や英字の表示とともに記録した選手の守備番号も表示する球場もある（例えば、三塁手に失策が記録されれば、「E 5」と表示される）。
- 新聞の個人成績表では、守備番号ではなく漢字の頭文字を使用している例が多い。なお、この場合の表記はほとんど頭の字であるが、代打は「打」、代走は「走」である。

## 長所
- アラビア数字は老若男女を問わず理解されやすいため、スコアボードで表示する際も、例えば「捕」や「遊」といった漢字を用いるよりも「2」や「6」といった数字を用いた方がわかりやすい。
- 野球の中継（特にラジオ放送）において、素早くボールが転送されるプレー、主にダブルプレーを実況する場合に、守備番号を用いると簡明かつ臨場感溢れる実況ができる。例えば、「バッター打ちました。ボールはショートの真正面、ショートがこれを捕ってセカンドへ、セカンドからファーストに送られてダブルプレーとなりました」との実況も成立するが、守備番号を用いると、「バッター打ちました! ……ショート真正面、6-4-3とボール渡ってダブルプレー!」と簡略化できる。

## 短所
- 内野手の番号の振り方と外野手の番号の振り方が逆なため、慣れるまではわかりづらい。
- スコアシートをつけはじめる頃は、「1」「2」「3」を一塁手・二塁手・三塁手と勘違いしやすい。

## 守備番号と背番号
日本の高校野球や中学野球など、背番号が1からベンチ入り可能人数までの分しか設けられていない場合には、レギュラーの選手が1番から9番の背番号をつけ、それぞれを守備番号に対応させていることが多い（そうしなければならないという規則はない）。よって、高校野球での正投手はほぼ確実に背番号1である。トランプの「1」に「A」のマークがつけられていることもあって、ここから「1」は“エースナンバー”とも呼ばれる。「エース」の呼称はエイサ・ブレイナードにちなむ。
なお、プロ野球では一桁の番号は主力の野手が付けることが多く、投手は一桁の番号は稀であるが、野手では守備番号に由来した背番号を付ける選手も多くみられる。特に遊撃手（井端弘和、宮本慎也、小坂誠、梵英心、源田壮亮など、元職含む）にその傾向がみられる。一方、二塁手は「4」だけでなく「2」、三塁手は「5」だけでなく「3」も多い。